# 芬朵拉斯
在英國作家托爾金的奇幻小說裡，芬朵拉斯（Finduilas）是多爾安羅斯親王印拉希爾的姐姐，迪耐瑟二世之妻，波羅莫和法拉墨之母。

## 角色生平
以第一紀元的精靈公主芬朵菈絲命名，芬朵拉斯是艾德拉希爾二世的女兒，有一名姐姐愛芙瑞妮爾（Ivriniel）及一名弟弟印拉希爾。
第三紀元2976年，她下嫁年齡比她大得多的剛鐸攝政王愛克西里昂二世之子迪耐瑟二世，關於芬朵拉斯的描述可見於《魔戒三部曲：王者再臨》的附錄。她是一個美麗溫雅的女子，但英年早逝。除了她的長子之外，迪耐瑟很愛她，對她的愛甚至超越一切。人們覺得她好像在這個嚴密防衛的城市裡逐漸凋零，如同在貧瘠的荒地上長出來的向海花卉，東方黯影一直籠罩著她。
第三紀元2978年，她誕下兒子波羅莫，深受父親鍾愛。第三紀元2983年，她誕下次子法拉墨，之後身體變得虛弱。法拉墨被父親忽視，芬朵拉斯則盡最大的努力維護他。
第三紀元2984年，愛克西里昂二世去世，迪耐瑟二世繼位成為剛鐸攝政王。芬朵拉斯的健康每況越下，於四年後病逝，年僅三十八。迪耐瑟並沒有再婚，變得比以往更加冷酷及沉默寡言。芬朵拉斯去世後，迪耐瑟經常獨自沉思，他預知魔多會在他在位時期發動攻擊，他開始使用米那斯提力斯的真知晶球。他逐漸變得絕望，最終陷入精神錯亂，在三十一年後自殺身亡。